# ギャレット TPE331
ギャレット アイリサーチ TPE331 は元々ギャレット・エアリサーチによって設計・製造され、1999年以降は同社を買収したハネウェル・エアロスペースが生産を行っているターボプロップエンジンである。TPE331シリーズには18型式と106の仕様が含まれ、出力は575から1,650 shpである。アメリカ軍識別符号はT76である。

## 設計と開発
TPE331は元は1961年にヘリコプター用の動力として設計されたガスタービン（"331"型）であった。1963年に量産が開始され、1973年末の時点で既に700基以上が出荷されていた。
ターボシャフト版（TSE331）とターボプロップ版（TPE331）の二種類が設計されたが、ターボシャフト版は量産されなかった。しかしながら1963年に最初のエンジンが生産されて以来、14,000基以上のTPE331が販売され、1964年に Aero Design and Engineering Company の双発機であるエアロ・コマンダーファミリーにTPE331-43が採用され、1965年6月から680T ターボコマンダーが量産されたのを始め、TPE331-5-251Kがコマンダー 690に、TPE331-5-254Kが690C ジェットプロップ 840に、TPE331-10-501Kが695 ジェットプロップ 980と695A ジェットプロップ 1000に採用されるなど、同シリーズの主力エンジンのひとつとなっている。このほか三菱 MU-2にも採用されている。

## 仕様 (TPE331-43A)

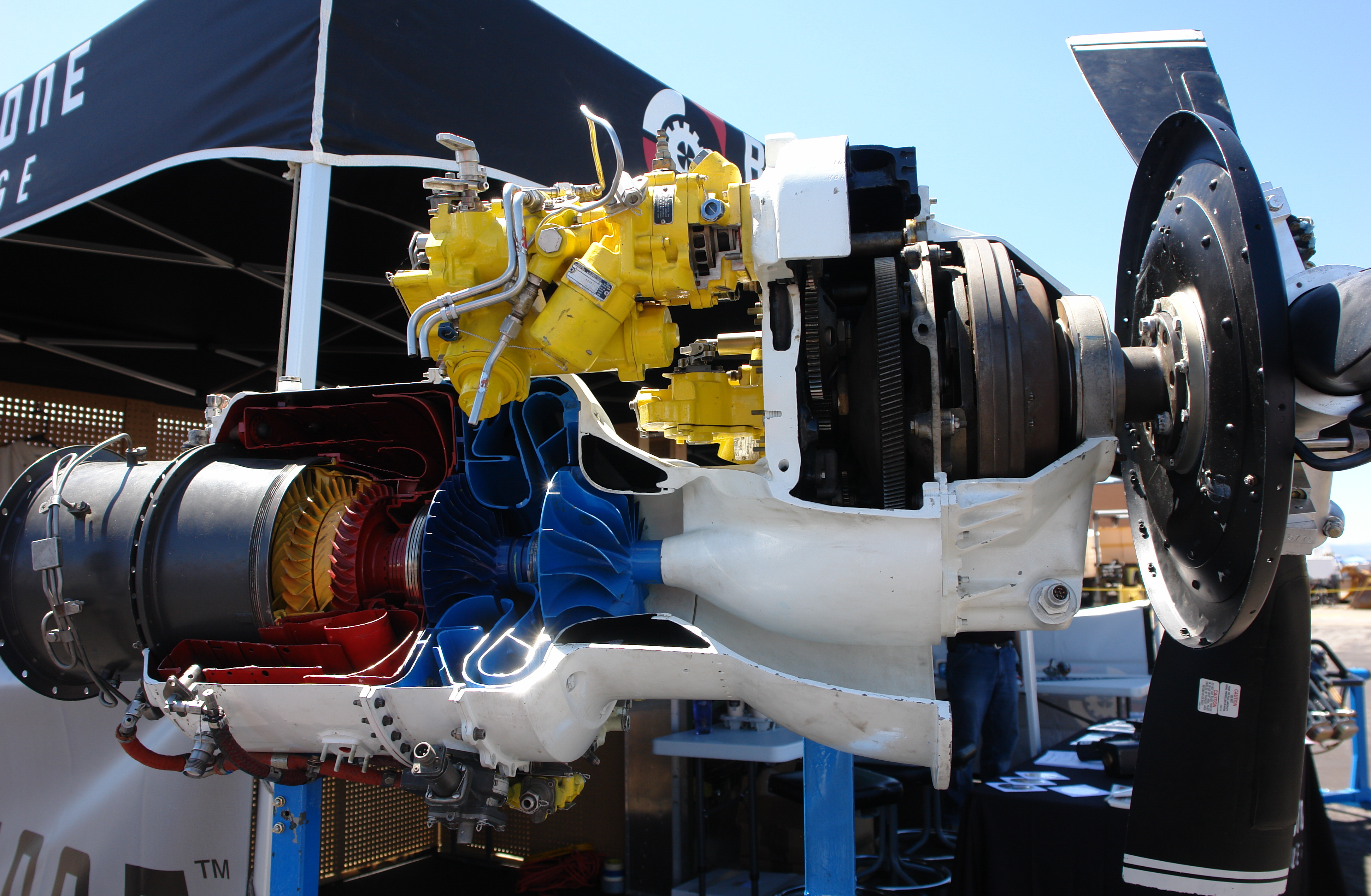
TPE-331の内部構造

一般的特性
- 形式: 減速機を備えた単軸式ターボプロップ
- 全長: 46 in (1,168 mm),
- 直径: 21 in (533 mm)
- 乾燥重量: 336 lb (153 kg)

構成要素
- 圧縮機: 2段遠心式
- 燃焼器: 反転アニュラ型
- タービン: 3段軸流式

性能
- 出力: 575 hp (429 kW)
- 出力重量比: 941/2000

出典: Canadian Museum of Flight.